# Église Saint-Jacut de Saint-Jacut-les-Pins
L'église Saint-Jacut est une église catholique située à Saint-Jacut-les-Pins, dans le Morbihan, en France. 

## Localisation et rattachement
L'église est située au 2 rue de l'Abbé-Joseph-Marie-Monnier, dans le bourg de Saint-Jacut-les-Pins. Dédiée à Jacut de Landoac, elle est rattachée au doyenné d'Allaire dans le diocèse de Vannes.

## Historique
L'église est construite entre le printemps 1878 et juin 1881, d'après les plans de l'architecte Perrin, à l'emplacement d'un autre édifice plus ancien devenu trop exigu. Le chemin de croix est réalisé en février 1882. Le clocher est bâti, par M. Auguste Richier d'après les plans de M. Perrin, entre janvier et novembre 1904. Une horloge y est installée en mars 1955.

## Architecture
L'église est construite suivant le style gothique avec les pierres de la carrière de La Fouaye.